# Автомобильные дороги России федерального значения
Автомоби́льные доро́ги России федера́льного значе́ния — автомобильные дороги, соединяющие: столицу Российской Федерации Москву со столицами республик и важнейшими промышленными и культурными центрами государства, республиканские и административные центры краёв и областей; курорты, заповедники, исторические и культурные памятники, научные центры и подобные объекты федерального значения со столицами республик и административными центрами краёв и областей, с ближайшими железнодорожными станциями, аэропортами, морскими и речными портами.
Обеспечивают также транспортные связи с зарубежными странами, объединяют все другие автомобильные дороги в единую сеть. Автомобильные дороги общего пользования федерального значения являются государственной собственностью и финансируются из бюджета Российской Федерации, за счёт иных предусмотренных российским законодательством источников, а также средств юридических и физических лиц, в том числе привлечённых в порядке и на условиях заключения концессионных соглашений.
Согласно Федеральному закону от 8 ноября 2007 года N 257-ФЗ «Об автомобильных дорогах и о дорожной деятельности в Российской Федерации и о внесении изменений в отдельные законодательные акты Российской Федерации», к федеральной дорожной сети относятся автодороги:
- соединяющие Москву со столицами сопредельных иностранных государств и административными центрами субъектов РФ;
- включённые в перечень международных автомобильных дорог в соответствии с международными соглашениями РФ;
- соединяющие между собой административные центры российских субъектов;
- являющиеся подъездными дорогами, соединяющими автодороги федерального значения между собой, и имеющие крупнейшие транспортные узлы: морские и речные порты, аэропорты, железнодорожные станции, а также специальные объекты федерального значения;
- являющиеся подъездными дорогами, которые соединяют административные центры субъектов Российской Федерации, не имеющие дорожной связи с Москвой и ближайшие морские и речные порты, аэропорты, железнодорожные станции.

Перечень автомобильных дорог общего пользования федерального значения утверждён Постановлением Правительства РФ от 17 ноября 2010 г. N 928 «О перечне автомобильных дорог общего пользования федерального значения».
Протяжённость федеральной дорожной сети, за исключением автодорог, переданных в доверительное управление Государственной компании «Автодор» (платные дороги), составляет 50 133,822 км. Согласно данным на начало 2017 года, 86,1 % федеральной дорожной сети — это асфальтобетонные дороги, 7,6 % трасс имеют щебёночно-гравийное покрытие, 3,1 % — цементобетонное, 2,7 % — из чёрного щебня, 0,5 % — грунтовые. На трассах расположены 5938 мостов и путепроводов, 46 автодорожных тоннелей, 286 пешеходных переходов в разных уровнях.
Протяжённость автомобильных дорог
общего пользования федерального значения
по типу покрытия (на начало 2017 года)
 Асфальтобетонные (86,1 %) Щебёночно-гравийные (7,6 %) Цементобетонные (3,1 %) Чёрный щебень (2,7 %) Грунтовые (0,5 %)

## История создания дорожной сети в России

### Древняя Русь и Московское царство
Первое упоминание о дорогах Древней Руси встречается в Лаврентьевской летописи, где значится призыв киевского князя Владимира (980—1015): «Требите пути и мостите мосты». В X—XII веках существовало два типа дорог: местные «проселки» и «великие гостиницы» — большие торговые пути в степной полосе. «Прямоезжих» дорог на Руси было крайне мало.
Начавшийся при Иване Калите (1325—1340) на русских землях объединительный процесс способствовал бурному развитию торговых связей, формировалась единая система сухопутных путей Русского государства с центром в Москве. Её улицы стольного града переходили в большие тракты: Тверская вела на Тверь и Великий Новгород, Сретенская переходила в Ярославский тракт, от Рогожской слободы начинался путь на Нижний Новгород и Казань, от пригородного села Коломенского — дорога в Тулу, а через Арбат выходила Можайская дорога к городу Смоленску. В 1595 году по указу царя Федора Иоанновича начались поиски кратчайшего пути от Соликамска к Тюмени, Тобольску и другим городам через Уральские горы.
Первые законодательные акты касательно содержания и строительства дорог содержатся в «Судебнике» 1589 года. В нем впервые устанавливалась ширина проезжей части дороги (полторы сажени) и обязанность местных жителей следить за её состоянием.
Существенную роль в улучшении российских трактов сыграло учреждение в 1665 году почтовой службы. В XVII веке зафиксированы также первые факты применения научных методов при проектировании и строительстве дорожных сооружений. Они относятся к начальному этапу постройки Большого каменного моста в Москве в 1643 году.

### Российская империя
Временем перемен в развитии дорожного дела стала эпоха петровских преобразований. Одно из важных начинаний Петра I стало создание так называемой «перспективной дороги» — прямой трассы, связывающей Санкт-Петербург с Москвой. Из книги «Точное известие… крепости и городе Санкт-Петербург, о крепостце Кроншлот и их окрестностях» (1713): «…однажды слышал: его величество по собственному побуждению вознамерился проложить новую дорогу из города Москвы до С.-Петербурга протяженностью свыше 200 миль; она не только должны быть очень широкой, но пройти по прямой линии обширными девственными местами через заросли, горы и долины, болота и воду и быть настолько возможно ровной. Кроме того, на ней предполагается поставить от одной почтовой станции до другой трактиры и деревни, с тем чтобы путешественники могли находить гораздо большие удобства и следовать дальше».
Первый участок грунтовой дороги стал сооружаться от Петербурга до Волхова. Указ Петра I от 11 января 1720 года обязывал заготавливать лес «для починки и строения перспективной дороги до Волхова», в 1723 году работы по созданию «перспективной дороги» возлагались на местных крестьян. Замысел Петра I полностью не был реализован, был построен только первый отрезок пути до Волхова, после дорога пошла через Новгород на Москву. В 1746 году началось движение по ней, появилась первая дорога протяженностью 728 верст (порядка 770 км).
В правление Екатерины II начинаются работы по сооружению дороги через Главный Кавказский Хребет. Потом эта трасса получила название Военно-Грузинской дороги, постоянное движение по ней открыто в 1799 году.
В 1760—1790 годах происходят важные изменения в технике дорожного строительства. В указе Екатерины II 28 мая 1785 года говорилось: «Ее императорское величество высочайше указать изволила: впредь дорог бревнами, бревешками и плахами не мостить, вместо того делать оные, где есть удобность, каменные, где же камня нет, там намащивать плотинами фашинными…»
Первая половина XIX в. стала принципиально новым этапом в развитии дорожного дела в России. На это время приходится переход от сооружения грунтовых дорог к шоссейным, создается единый центральный орган управления и строительства путей сообщения. В ноябре 1809 года было образовано Управление водяными и сухопутными сообщениями во главе с принцем Г. Ольденбургским — генерал-губернатором Тверской, Новгородской и Ярославской губерний. В 1810 году оно переименовано в Главное управление путей сообщения, ставшее единственным ведомством, которое находилось вне столицы — в Твери (с 1809 по 1816 годы, затем в Петербурге).
В 1817—1834 годах построена шоссейная дорога между Москвой и Петербургом по системе французского инженера Трезаге. Наряду с Московским появляются шоссе в западных губерниях страны, а также Петербургско-Ковенское, Московско-Нижегородское. Тульское, Смоленское, Рязанское, Ярославской и др. В начале 1830-х годах завершился очередной этап строительства Военно-Грузинской дороги.
В 1860—1870-е годы шоссейные дороги потеряли значение главных путей и рассматривались как второстепенные, предпочтение отдавалось железным дорогам.
Позже в 1885—1890 годах усилиями Военного министерства были построены шоссейные дороги Петербург-Псков-Варшава, Москва — Брест — Варшава и некоторые др. Крупное по масштабам и государственной важности строительство в конце XIX — начале XX вв. проводилось в Крыму: были построены шоссе Ялта-Бахчисарай, Симферополь — Феодосия, Севастополь — Алушта. Продолжалось строительство Южно-бережного шоссе. Эти трассы проектировались по особо утвержденным заданиям, так как они проходили в очень трудных топографических условиях.

### Автодороги СССР
В 1920-е годы основным типом дорог в стране оставались грунтовые. Их улучшали методом профилирования и применением различных добавок: глины и песка, шлаков и гравия, жерствы и торфа, жидкого стекла и дефекационной грязи (отходы сахарного производства). В 1927 году в Ленинградской области на тракте Псков-Шимск проведен опыт улучшения грунтовой дороги органическими вяжущими материалами (полугудроном и гудроном). В это же время на Волоколамском шоссе дорожники уложили первые 80 м асфальтобетонного покрытия. Вскоре асфальтобетонные, бетонные и железобетонные участки появились под Ленинградом, в Баку, Ялте и Туапсе. Однако первые асфальтовые покрытия возникли в России еще в 1866 г, раньше, чем в Лондоне. В 1869 году было организовано «Товарищество по производству асфальтовых дорог». Но из-за недостаточности средств и квалифицированных кадров это начинание не получило тогда развитие.
В советское время за период с 1922 по 1928 год построено и перестроено 3,8 тыс. км дорог, однако почти половина из них — грунтовые. Развернулось строительство больших трактов Чуйского, Кяхтинского, Усинского, Тункинского, Амуро-Якутской магистрали, дан старт созданию Черноморского шоссе. К концу 1932 года действовали уже 5822 автомобильные линии протяженностью 35 тыс. км. В 1930-х годах широко развернулось строительство усовершенствованных дорог. Были построены асфальтированные подъезды к Москве, Ленинграду и др. крупным городам, начались работы по созданию крупнейшей в стране автомагистрали Москва — Минск. Полтора года шли изыскания и ее первоначальное проектирование. На почти 700-километровом протяжении она должна была в 13 местах пересечь железнодорожные линии, пройти через 115 рек и речушек. Предстояло соорудить 627 транспортных развязок и 9 путепроводов. В числе техники имелось только два с половиной десятка устаревших тракторов и три экскаватора. Потом — в апреле 1937 года — сюда направили 70 машин, но основной объем работы выполнен силами людей — 105 тыс. человек фактически вручную построили магистраль к концу 1938 г.
На начало 1941 года в РСФСР 67,8 тыс. км дорожной сети или 7,8 % от общей протяженности имели твердые покрытия.
Дорожное строительство не прекращалось и в годы Великой Отечественной войны. Были организованы дорожные войска, которые проложили более 5 тыс. км дорог с твердым покрытием, восстановили и построили более 1 тыс. км мостов. При этом в ходе войны было разрушено и повреждено порядка 13,8 тыс. км дорог, которые до 1948 г. затем были восстановлены. В послевоенный период (1946—1958 годы) дорожная сеть с твердым покрытием была доведена до 106,2 тыс. км. За эти годы построены и реконструированы крупные автомобильные магистрали, создавшие основу для развития дорожной инфраструктуры страны: Москва-Ленинград, Москва-Симферополь, Москва-Куйбышев, Харьков-Ростов, Ростов-Орджоникидзе, Ленинград-Таллин, Ярославль-Вологда и др. Кроме того, были реконструированы подъезды к крупным городам — Москве, Ленинграду и др.
К 1970 году доля дорог с твердым покрытием выросла до 36,6 %, а к 1980 — до 64 %. К этому времени на карте России появились новые магистральные дороги Москва — Волгоград — Астрахань, Вологда — Ленинград, Москва — Брянск — Киев, Куйбышев — Челябинск — Курган, Иркутск — Улан-Удэ — Чита и многие др. Построены большие капитальные мосты, в том числе через реки Днепр, Дон, Волгу, Неву, Обь, Енисей, первый автодорожный мост через Амур. К концу 1990 года протяженность дорожной сети общего пользования с твердым покрытием увеличилась на 36 тыс. км и составила 87,8 %, из них усовершенствованные покрытия составили 63,5 %. В начале 1990-х дорожное хозяйство претерпевает радикальные структурные изменения, в управлении во взаимосвязи с изменениями классификации дорог как объектов собственности.

### Дорожная программа РФ
Постановлением Правительства РСФСР с конца 1991 года введено понятие федеральных дорог, утверждены их перечни. В их числе 21 «магистральная» и 47 «прочих федеральных дорог».
Государственное управление дорожным хозяйством возложили на Министерство транспорта России. Для осуществления управленческих функций в его составе был образован Федеральный дорожный департамент, а с 1996 года Федеральная автомобильно-дорожная служба России, в управление которой отданы 40 тыс. км основных автомагистралей, оставленных в федеральной собственности. Остальная часть дорожной сети передана в ведение субъектов Федерации.
Учитывая важность автомобильных дорог в развитии экономики страны, в 1994 году Правительством РФ утверждена программа совершенствования и развития автомобильных дорог на 1995—2000 гг. «Дороги России». Дальнейшее развитие отрасли связано с программой «Модернизация транспортной системы России» (2002—2010). С 2004 года она реализуется при участии Федерального дорожного агентства (Росавтодор), образованного для оказания государственных услуг и управления государственным имуществом в сфере автомобильного транспорта и дорожного хозяйства, в том числе в области учета федеральных автомобильных дорог.
В 2008 году появляется транспортная стратегия РФ на период до 2030 года. На решение заложенных в ней задач направлена Федеральная целевая, а далее государственная программа Российской Федерации «Развитие транспортной системы» на период до 2021 года, где «дорожному хозяйству» отведена отдельная подпрограмма. В числе главных направлений — увеличение протяженности автомобильных дорог федерального значения, соответствующих нормативным требованиям; развитие сети автомагистралей и скоростных автомобильных дорог общего пользования федерального значения; увеличение протяженности соответствующих нормативным требованиям автомобильных дорог федерального значения, входящих в систему международных транспортных коридоров; повышение надежности и безопасности движения по автомобильным дорогам федерального значения.
Большой объем работ проведен в период с 2013 по 2017 годы. За пять лет после строительства и реконструкции введено в эксплуатацию почти 1,9 тыс. км федеральных дорог, Росавтодором отремонтировано (в том числе капитально) свыше 44,5 тыс. км дорожной сети. За 2017 год объем работ составил 8,9 тыс. км. В числе значимых проектов — капитальный ремонт девятикилометрового участка автодороги Р-21 «Кола» Санкт-Петербург-Петрозаводск — Мурманск — Печенга — граница с Королевством Норвегия (подъезд к г. Петрозаводску). Капитально отремонтированы участки протяженностью 13 км трассы М-10 «Россия», протяженностью 7 км автодороги А-108 «Московское большое кольцо», 14 км трассы А-134 «Подъездная дорога от автомобильной дороги М-4 „Дон“ к г. Воронежу». Руководитель Федерального дорожного агентства Роман Старовойт в интервью одному из российских телеканалов в ноябре 2017 года отметил:

В год мы ремонтируем примерно 9 тыс. км федеральных автомобильных дорог. Это тот недоремонт, который накопился за долгие годы. В новой истории никогда такого показателя по федеральным автомобильным дорогам не было.

В 2017 году были построены и реконструированы более 200 км дорог, причем каждый десятый километр введен в эксплуатацию раньше намеченных сроков. В 2017 году завершено строительство транспортных развязок на автодорогах М-7 «Волга» в Московской области (на км 18, км 21 и км 22) и М-10 «Россия» в Тверской области (на 198 км). Руководитель Федерального дорожного агентства Роман Старовойт, подводя итоги 2017 года в преддверии «Транспортной недели», отметил:

Бюджетные возможности и профессионализм федеральных дорожников и подрядных организаций позволяют успешно реализовывать крупнейшие проекты. Ярким событием стало открытие после реконструкции одного из ключевых для страны объектов — участка федеральной трассы Р-23 «Псков» под Санкт-Петербургом. Значительно раньше был введен в эксплуатацию 15-километровый участок федеральной автодороги А-121 «Сортавала» в районе Карельского перешейка, связавший жемчужину карельского перешейка — озеро Вуокса — современной и безопасной трассой с системой Санкт-Петербургского транспортного узла. Еще один значимый объект — 52-километровый подъезд к морскому торговому порту Усть-Луга от федеральной трассы А-180 «Нарва».

В последние годы ведется активное внедрение инновационных решений в дорожное хозяйство для повышения эффективности дорожных работ, создания усовершенствованных типов покрытия, увеличения межремонтного срока эксплуатации автодорог. Благодаря комплексу мероприятий, направленных на повышение безопасности движения на федеральных трассах аварийность на них с 2013 года снизилась на 12 %.
За 2017 год количество аварий на федеральных трассах удалось сократить на 1,2 %. Это удалось достичь благодаря мероприятиям на 78 объектах, в том числе установке барьерных, разделительных ограждений, линий искусственного освещения, строительству надземных переходов.
| Мероприятие                   | Мероприятие                                  | Количество                                   | Протяжённость, км |
| ----------------------------- | -------------------------------------------- | -------------------------------------------- | ----------------- |
| Устройство                    | Искусственное электроосвещение               | 54 объекта                                   | 387,38            |
| Устройство                    | Пешеходные переходы в разных уровнях         | 20 объектов                                  |                   |
| Устройство                    | Итого                                        | 74 объекта                                   |                   |
| Установка                     | Осевое барьерное ограждение                  |                                              | 44,42             |
| Установка                     | Разделительное тросовое ограждение           |                                              | 26                |
| Установка                     | Разделительное металлическое ограждение      |                                              | 180               |
| Установка                     | Общая протяженность установленных ограждений | Общая протяженность установленных ограждений | 250,2             |
| Установка                     | Дорожные знаки                               | 1365 шт.                                     |                   |
| Установка                     | Шумозащитный экран                           | 1 шт.                                        |                   |
| Строительство площадки отдыха | Строительство площадки отдыха                | 1 шт.                                        |                   |

В 2017 году проведено устройство 20 пешеходных переходов в разных уровнях, а также искусственного электроосвещения на 54 объектах — протяженность новых линий составила 387,38 км. Кроме того, установлено 44,42 км осевого барьерного, 26 км тросового и 180 км металлического разделительного ограждений, 1 365 дорожных знаков, построена площадка отдыха.
К концу 2017 года федеральная дорожная сеть насчитывает 120 дорог общей протяженностью более 53 тыс. км. По итогам дорожного сезона 2017 года Федеральному дорожному агентству удалось довести долю протяженности подведомственных федеральных трасс в нормативном состоянии до 77,9 %. По итогам 2019 года планируется увеличить этот показатель до 85 %.

## Характеристики и классификация
Автомобильные дороги по условиям движения и доступа к ним разделяются на автомагистрали, скоростные автомобильные дороги, обычные автомобильные дороги (нескоростная автомобильная дорога). (Согласно постановлению Правительства Российской Федерации от 28 сентября 2009 года N767 «О классификации автомобильных дорог в Российской Федерации»).
В зависимости от основных показателей транспортно-эксплуатационных характеристик и потребительских свойств автомобильные дороги делятся на следующие категории.
| Параметры элементов автодороги                      | Класс автомобильной дороги | Класс автомобильной дороги          | Класс автомобильной дороги                                                      | Класс автомобильной дороги                   | Класс автомобильной дороги                   | Класс автомобильной дороги                   | Класс автомобильной дороги                   |
| Параметры элементов автодороги                      | Автомагистраль             | Скоростная автодорога               | Обычная автодорога (нескоростная автодорога)                                    | Обычная автодорога (нескоростная автодорога) | Обычная автодорога (нескоростная автодорога) | Обычная автодорога (нескоростная автодорога) | Обычная автодорога (нескоростная автодорога) |
| Параметры элементов автодороги                      | Категории                  | Категории                           | Категории                                                                       | Категории                                    | Категории                                    | Категории                                    | Категории                                    |
| Параметры элементов автодороги                      | IА                         | IБ                                  | IВ                                                                              | II                                           | III                                          | IV                                           | V                                            |
| --------------------------------------------------- | -------------------------- | ----------------------------------- | ------------------------------------------------------------------------------- | -------------------------------------------- | -------------------------------------------- | -------------------------------------------- | -------------------------------------------- |
| Общее число полос движения, штук                    | 4 и более                  | 4 и более                           | 4 и более                                                                       | 4 или 2                                      | 2                                            | 2                                            | 1                                            |
| Ширина полосы движения, м                           | 3,75                       | 3,75                                | 3,5 — 3,75                                                                      | 3,5 — 3,75                                   | 3,25 — 3,5                                   | 3,0 — 3,25                                   | 3,5 — 4,5                                    |
| Ширина обочины (не менее), м                        | 3,75                       | 3,75                                | 3,25 — 3,75                                                                     | 2,5 — 3,0                                    | 2,0 — 2,5                                    | 1,5 — 2,0                                    | 1,0 — 1,75                                   |
| Ширина разделительной полосы, м                     | 6                          | 5                                   | 5                                                                               | -                                            | -                                            | -                                            | -                                            |
| Пересечение с автодорогами                          | в разных уровнях           | в разных уровнях                    | Допускается в одном уровне с автодорогами со светофорами не чаще чем через 5 км | в одном уровне                               | в одном уровне                               | в одном уровне                               | в одном уровне                               |
| Пересечение с железными дорогами                    | в разных уровнях           | в разных уровнях                    | в разных уровнях                                                                | в разных уровнях                             | в разных уровнях                             | в одном уровне                               | в одном уровне                               |
| Доступ к дороге с примыкающей дороги в одном уровне | не допускается             | допускается не чаще, чем через 5 км | допускается не чаще, чем через 5 км                                             | допускается                                  | допускается                                  | допускается                                  | допускается                                  |
| Максимальный уровень загрузки дороги движением      | 0,6                        | 0,65                                | 0,7                                                                             | 0,7                                          | 0,7                                          | 0,7                                          | 0,7                                          |

На начало 2017 года протяженность федеральных дорог I категории составила 8 106,66 км, II категории — 21 192,485 км, III категории — 16 994,538 км, IV — 4 629,768 км, V — 868,95 км.
Протяжённость федеральных дорог
(на начало 2017 года)
 I категория (16 %) II категория (41 %) III категория (32 %) IV категория (9 %) V категория (2 %)
Автомобильным дорогам общего пользования федерального значения присваивается учётный номер, который включает в себя заглавную букву русского алфавита и арабские цифры (в соответствии с приказом Министерства транспорта Российской Федерации от 7 февраля 2007 г. № 16 «Об утверждении Правил присвоения автомобильным дорогам идентификационных номеров»).
Постановлением Правительства РФ от 17.11.2010 № 928 «О перечне автомобильных дорог общего пользования федерального значения» были утверждены новые учётные номера автодорог федерального значения. Переход к обязательному их использованию завершился 1 января 2018 года. Ранее действовал официальный перечень, утверждённый Постановлением Правительства РСФСР от 24.12.1991 № 62.
Учётный номер с заглавной буквой:
- «М» имеют автодороги федерального значения, соединяющие Москву со столицами иностранных государств и административными центрами субъектов РФ («Москва»);
- «Р» — автодороги федерального значения, соединяющие административные центры РФ («Регион»);
- «А» — автодороги федерального значения, являющиеся подъездом к крупнейшим транспортным узлам и специальным объектам либо подъездом от административного центра субъекта РФ, не имеющего дорожной связи с Москвой, к морским или речным портам, аэропортам и железнодорожным станциям либо границам других государств; автодороги, соединяющие дороги федерального значения между собой («Автомагистраль»).

На дорожных знаках номер автомобильной дороги (маршрута) пишется слитно с префиксом: М1 (согласно иллюстрациям к правилам дорожного движения), в официальных документах — отделяется от префикса дефисом, а название дороги следует далее в кавычках: М-1 «Беларусь».
Некоторые федеральные автодороги являются частью европейской и(или) азиатской международных автодорожных сетей. Принадлежность к ним обозначается буквой E, если речь идет о международной Европейской сети дорог категории Е, и буквами AH для маршрутов Азиатских автомобильных дорог. За буквами следуют номер дороги, обозначенный арабскими цифрами. Данные обозначения применяются параллельно с национальными.

## Автомобильные дороги общего пользования федерального значения
| № п/п | Учётный номер а/д | Часть международного маршрута         | Наименование автомобильной дороги | Примечание | Общая протяжённость дороги, км |
| ----- | ----------------- | ------------------------------------- | --- | --- | ------------------------------ |
| 1     | М1                | E 30 AH6                              | «Беларусь» Москва — граница с Белоруссией | С новым выходом на МКАД с М1 «Беларусь», Молодогвардейской транспортной развязкой, подъездом к 1-му Успенскому шоссе (А106), транспортной развязкой на пересечении Подушкинского шоссе с новым выходом на МКАД с М1 «Беларусь» | 511,445                        |
| 2     | М2                | E 105                                 | «Крым» Москва — Тула — Орёл — Курск — Белгород — граница с Украиной | С юго-восточным обходом Курска, подъездами к городам Тула, Орёл, Курск, Белгород, историко-архитектурному комплексу «Одинцово», соединениями с Р298 (Яковлево — Прохоровка — Горшечное) и М4 «Дон» (Белгород — Павловск) | 1244,837                       |
| 3     | М3                | E 101 E 391                           | «Украина» Москва — Калуга — Брянск — граница с Украиной | С подъездами к городам Калуга и Брянск | 474,499                        |
| 4     | М4                | E 50 E 97 E 115 E 119 E 591 E 592 AH8 | «Дон» Москва — Воронеж — Ростов-на-Дону — Краснодар — Новороссийск | Включая обход Аксая, дальний западный обход Краснодара и соединительный участок между основным направлением трассы и автодорогой Р22 «Каспий» около Каширы | 1921,455                       |
| 5     | М5                | E 30 AH6 AH7 AH9                      | «Урал» Москва — Рязань — Пенза — Самара — Уфа — Челябинск | С обходом Шацка, подъездами к городам: Саранск (включая обходы Саранска и Краснослободска), Саратов (в границах Саратовской области), Ульяновск, Самара, Оренбург, Уфа, Екатеринбург, городку Кузнецк-12 (с проездами по его территории), Златоусту, Орску и МАПП «Орск» (от Оренбурга) | 3331,685                       |
| 6     | М7                | E 017 E 22                            | «Волга» Москва — Владимир — Нижний Новгород — Казань — Уфа Сокращена с 1 ноября 2023 года.                                                                                                 | С подъездами к городам Киров (в границах Татарстана), Ижевск (включая обход Ижевска) и Пермь (от Ижевска) К 31 декабря 2024 года сокращается за счёт передачи участков в пользу трасс М12 (Казань (от села Шали) — Дюртюли), Р240 (Дюртюли — Уфа) и Р243 (подъезд от трассы к Ижевску (включая обход Ижевска) и Перми (от Ижевска)). | 1957,309                       |
| 7     | М8                | E 115                                 | «Холмогоры» Москва — Ярославль — Вологда — Архангельск | С обходами городов Переславль-Залесский, Вологда, подъездами к городу Северодвинск, международному аэропорту «Талаги» | 1274,895                       |
| 8     | М9                | E 22                                  | «Балтия» Москва — Волоколамск — граница с Латвией | | 597,241                        |
| 9     | М10               | E 105 AH8                             | «Россия» Москва — Тверь — Великий Новгород — Санкт-Петербург | С подъездами к городам Тверь, Новгород (включая обход у деревни Мшага), станции Угловка, домам отдыха «Ужин» и «Валдай» | 761,802                        |
| 10    | М11               | E 105 AH8 AH9                         | «Нева» Москва — Санкт-Петербург | От Бусиновской транспортной развязки на МКАД до примыкания к КАД вокруг Санкт-Петербурга, с Софийской транспортной развязкой, подъездами от автодороги М10 «Россия» в районе Клина и Зеленограда | 681,444                        |
| 11    | М12               | E 22 AH9                              | «Восток» Москва — Казань — Екатеринбург — Тюмень строящаяся скоростная автомобильная дорога                                                                                                | Введён в эксплуатацию участок Москва — Казань (до трассы 16К-1091 Сорочьи Горы — Шали) Маршрут продлён от Казани до Тюмени за счёт передачи к 31 декабря 2024 года участков Казань (от села Шали) — Дюртюли (ранее М7), Дюртюли — Ачит (строящийся участок), Ачит — Екатеринбург (бывш. Р242) и Екатеринбург — Тюмень (бывш. Р351). | 810,319 (около 1900 план)      |
| 12    | Р21               | E 105                                 | «Кола» Санкт-Петербург — Петрозаводск — Мурманск — Печенга — граница с Норвегией | С подъездами к городам Лодейное Поле, Петрозаводск, Беломорск, Кемь, Североморск, МАПП «Суоперя» и «Лотта», аэропортам городов Мурманск и Петрозаводск | 2037,558                       |
| 13    | Р22               | E 38 E 40 E 119 AH8 AH61 AH70         | «Каспий» Автомобильная дорога М4 «Дон» — Тамбов — Волгоград — Астрахань | С подъездами к городам Тамбов, Саратов и Элиста (включая северный обход Элисты и подъезд к аэропорту) | 1779,19                        |
| 14    | Р23               | E 95                                  | Санкт-Петербург — Псков — Пустошка — Невель — граница с Белоруссией | С подъездами к городу Луга, посёлку Мшинская и деревне Долговка | 543,871                        |
| 15    | Р56               |                                       | Великий Новгород — Сольцы — Порхов — Псков | | 222,875                        |
| 16    | Р92               |                                       | Калуга — Перемышль — Белёв — Орёл | | 181,471                        |
| 17    | Р119              |                                       | Орёл — Ливны — Елец — Липецк — Тамбов | | 390,161                        |
| 18    | Р120              |                                       | Орёл — Брянск — Смоленск — граница с Белоруссией | С обходами городов Брянск, Смоленск (северо-восточный и юго-западный обходы), Рудня, подъездом к Смоленску | 510,064                        |
| 19    | Р132              |                                       | «Золотое кольцо» Ярославль — Кострома — Иваново — Владимир — Гусь-Хрустальный — Рязань — Михайлов — Тула — Калуга — Вязьма — Ржев — Тверь — Углич — Ярославль                              | С обходами городов Калуга (от автодороги М3 «Украина») и Михайлов, подъездом к усадьбе Миловка, западным и восточным соединениями с М7 «Волга» (во Владимире) | 1558,187                       |
| 20    | Р158              |                                       | Нижний Новгород — Арзамас — Саранск — Исса — Пенза — Саратов | | 585                            |
| 21    | Р176              |                                       | «Вятка» Чебоксары — Йошкар-Ола — Киров — Сыктывкар | С восточным обходом Йошкар-Олы, обходами Чебоксар, Котельнича, подъездом к Кирову | 832,64                         |
| 22    | Р177              |                                       | «Поветлужье» Нижний Новгород — Йошкар-Ола | | 300,506                        |
| 23    | Р178              |                                       | Саранск — Сурское — Ульяновск | | 212,726                        |
| 24    | Р193              |                                       | Воронеж — Тамбов | | 208,156                        |
| 25    | Р207              |                                       | Пенза — Балашов — Михайловка — автомобильная дорога Р260 | | 313,452 (686,67 план)          |
| 26    | Р208              |                                       | Тамбов — Пенза | С северным и южным обходами Тамбова | 334,108                        |
| 27    | Р215              | E 119 E 50 AH8                        | Астрахань — Кочубей — Кизляр — Махачкала | С подъездом к Грозному и морскому порту «Оля» | 766,731                        |
| 28    | Р216              |                                       | Астрахань — Элиста — Ставрополь | | 560,782                        |
| 29    | Р217              | E 50 E 117 E 119 AH8                  | «Кавказ» Автомобильная дорога М4 «Дон» — Владикавказ — Грозный — Махачкала — граница с Азербайджаном                                                                                       | С обходами пгт Иноземцево, городов Пятигорск, Нальчик, Беслан, Гудермес, подъездами к городам Майкоп (включая обход Лабинска), Черкесск, Ставрополь (включая обход Верхней Татарки), Владикавказ (включая обход Владикавказа), Магас, Грозный, Махачкала, к селу Бабаюрт, к горнолыжному курорту Ведучи | 1487,597                       |
| 30    | Р228              |                                       | Сызрань — Саратов — Волгоград | С обходом ж/д станции Сенная, подъездами к Балаковской АЭС и аэропорту «Гагарин» | 712,821                        |
| 31    | Р229              |                                       | Самара — Пугачёв — Энгельс — Волгоград | С подъездами к Балаково и ДАПП «Вишнёвка» | 934,901                        |
| 32    | Р239              | AH9                                   | Казань — Оренбург — Акбулак — граница с Казахстаном | С обходом Оренбурга, подъездом к аэропорту Казань | 907,587                        |
| 33    | Р240              |                                       | Уфа — Оренбург | С западным обходом Уфы К 31 декабря 2024 года расширяется за счёт подъезда к трассе М12 (бывш. М7 на участке Дюртюли — Уфа). | 336,797                        |
| 34    | Р241              |                                       | Казань — Буинск — Ульяновск | С подъездами к городам Ульяновск и Самара | 373,605                        |
|       | Р242              | E 22                                  | Пермь — Екатеринбург Исключена из Перечня 1 ноября 2023 года. | Участки передаются в пользу трасс Р243 (Пермь — Ачит) и М12 (Ачит — Екатеринбург) к 31 декабря 2024 года. | 353,881                        |
| 35    | Р243              |                                       | Кострома — Шарья — Киров — Пермь | К 31 декабря 2024 года расширяется за счёт подъездов к Кудымкару (бывш. А153), Набережным Челнам (бывш. М7, подъезд от трассы к Ижевску (включая обход Ижевска) и Перми (от Ижевска)), а также к трассе М12 (бывш. Р242 на участке Пермь — Ачит). | 876,112                        |
| 36    | Р254              | E 30 AH6                              | «Иртыш» Челябинск — Курган — Омск — Новосибирск | С южным обходом Омска, северным обходом Новосибирска, подъездами к Тюмени и Ишиму | 1733,528                       |
| 37    | Р255              | AH6                                   | «Сибирь» Новосибирск — Кемерово — Красноярск — Иркутск | С обходами городов Юрга, Кемерово, Мариинск, Красноярск (малый и глубокий), Канск, Иркутск, подъездом к Томску (от обхода Юрги); с транзитным участком, проходящим по городу Усолье-Сибирское | 2014,866                       |
| 38    | Р256              | AH4                                   | «Чуйский тракт» Новосибирск — Бийск — Горно-Алтайск — граница с Монголией | С обходами города Бийск, села Майма, подъездами к Барнаулу (включая проезжую часть моста через Обь), Горно-Алтайску, урочищу на реке Урсул, Телецкому озеру | 1127,839                       |
| 39    | Р257              |                                       | «Енисей» Красноярск — Абакан — Кызыл — Чадан — Хандагайты — граница с Монголией | С обходом города Абакан | 1108,922                       |
| 40    | Р258              | AH6                                   | «Байкал» Иркутск — Улан-Удэ — Чита | С подъездами к посёлку Подкаменная, аэропортам Улан-Удэ и Читы | 1090,698                       |
| 41    | Р260              | E 40 AH70                             | Волгоград — Каменск-Шахтинский — Луганск | | 361,51 (446,61 план)           |
| 42    | Р280              | E 58                                  | «Новороссия» Ростов-на-Дону — Таганрог — Мариуполь — Мелитополь — Симферополь | | 113,33 (973,03 план)           |
| 43    | Р297              | AH30 AH31                             | «Амур» Чита — Невер — Свободный — Архара — Биробиджан — Хабаровск | С подъездом к Благовещенску | 2233,38                        |
| 44    | Р298              | E 38 AH61                             | Курск — Воронеж — автомобильная дорога Р22 «Каспий» | С подъездом к Ельцу (в границах Курской области) | 441,216                        |
|       | Р351              | E 22                                  | Екатеринбург — Тюмень Исключена из Перечня 1 ноября 2023 года. | С обходом пгт Белоярский Участки передаются в пользу трассы М12 к 31 декабря 2024 года. | 329,357                        |
| 45    | Р354              |                                       | Екатеринбург — Шадринск — Курган | | 330,815                        |
| 46    | Р402              | E 22 E 30                             | Тюмень — Ялуторовск — Ишим — Омск | | 600,86                         |
| 47    | Р404              |                                       | Тюмень — Тобольск — Ханты-Мансийск | С подъездом к Сургуту | 964,899                        |
| 48    | Р504              |                                       | «Колыма» Якутск — Магадан | | 1961,226                       |
| 49    | А103              |                                       | «Щёлковское шоссе» Москва — Щёлково — автомобильная дорога А107 «Московское малое кольцо»                                                                                                  | С подъездами к Щёлково и Звёздному городку | 44,517                         |
| 50    | А104              |                                       | Москва — Дмитров — Дубна | | 99,425                         |
| 51    | А105              |                                       | Подъездная дорога от Москвы к аэропорту Домодедово | | 22,493                         |
| 52    | А106              |                                       | Рублёво-Успенское шоссе | С подъездами к Барвихе, Одинцово, Успенскому (1-е Успенское шоссе), Назарьеву, Николиной горе, домам отдыха «Сосны», «Усово», «Успенское», «Звенигородка», госдачам (с проездами по их территориям); со 2-м Успенским шоссе | 217,995                        |
| 53    | А107              |                                       | «Московское малое кольцо» Икша — Ногинск — Бронницы — Голицыно — Истра — Икша | | 257,747                        |
| 54    | А108              |                                       | «Московское большое кольцо» Дмитров — Сергиев Посад — Орехово-Зуево — Воскресенск — Михнево — Балабаново — Руза — Клин — Дмитров                                                           | С северным обходом города Дмитров, подъездами к Дмитрову, государственному комплексу «Таруса» (включая проезды по его территории), участком М7 «Волга» — Стенино (открыто 7,8 км) | 707,918                        |
| 55    | А109              |                                       | Ильинское шоссе | С подъездом к автодороге А106 «Рублёво-Успенское шоссе», госдаче №7 (в селе Петрово-Дальнее) | 17,144                         |
| 56    | А110              |                                       | Подъездная дорога от автодороги А108 «Московское большое кольцо» к объекту «Семёновское»                                                                                                   | | 12,785                         |
| 57    | А111              |                                       | Подъездная дорога от автодороги М10 «Россия» к государственному комплексу «Завидово» | С проездами по его территории | 309,035                        |
| 58    | А112              |                                       | Чепелёво — Вельяминово | С проездами по городку Чехов-2 | 46,658                         |
| 59    | А113              | AH9                                   | Центральная кольцевая автомобильная дорога | Введены в эксплуатацию участки: - 1-й пусковой комплекс: М4 «Дон» — М2 «Крым» — Калужское шоссе — Лисинцево (49,500 км) - 3-й пусковой комплекс: М11 «Нева» — М8 «Холмогоры» — М7 «Волга» (105,872 км) - 4-й пусковой комплекс: М7 «Волга» — М5 «Урал» — М4 «Дон» (96,846 км) - 5-й пусковой комплекс: Лисинцево — М1 «Беларусь» — М9 «Балтия» — М10 «Россия» (76,441 км) - соединительный участок между М10 «Россия» и М11 «Нева» (7,800 км) | 336,459                        |
| 60    | А114              |                                       | Вологда — Тихвин — автомобильная дорога Р21 «Кола» | С участком Хвалово — Кисельня | 537,918                        |
| 61    | A118              |                                       | Кольцевая автомобильная дорога вокруг Санкт-Петербурга | | 115,908                        |
| 62    | А119              |                                       | Вологда — Медвежьегорск — автомобильная дорога Р21 «Кола» | | 612,248                        |
| 63    | А120              |                                       | «Санкт-Петербургское южное полукольцо» Кировск — Мга — Гатчина — Большая Ижора | | 148,951                        |
| 64    | А121              |                                       | «Сортавала» Санкт-Петербург — Сортавала — автомобильная дорога Р21 «Кола» | С подъездом к МАПП «Вяртсиля» | 560,077                        |
| 65    | А122              |                                       | Автомобильная дорога А114 — Устюжна — Крестцы — Яжелбицы — Великие Луки — Невель | | 664,859                        |
| 66    | А123              |                                       | Чекшино — Тотьма — Котлас — Куратово | | 664,23                         |
| 67    | А130              |                                       | Москва — Малоярославец — Рославль — граница с Белоруссией | С обходом города Рославль и соединением с М3 «Украина» около Малоярославца | 374,268                        |
| 68    | А132              |                                       | Подъездная дорога от автодороги М1 «Беларусь» к г. Смоленску | | 7,143                          |
| 69    | А133              |                                       | Подъездная дорога от автодороги М4 «Дон» к г. Липецку | | 55,102                         |
| 70    | А134              |                                       | Подъездная дорога от автодороги М4 «Дон» к г. Воронежу | | 12,921                         |
| 71    | А135              |                                       | Подъездная дорога от автодороги М4 «Дон» к г. Ростову-на-Дону | Включает северный и южный подъезды к городу, а также западный обход | 27,07                          |
| 72    | А136              |                                       | Подъездная дорога от автодороги М4 «Дон» к г. Краснодару | | 25,162                         |
| 73    | А137              |                                       | Автомобильная дорога Р21 «Кола» — Тикша — Ледмозеро — Костомукша — граница с Финляндией | | 232,17                         |
| 74    | А142              | E 391                                 | Тросна — Калиновка | | 108,71                         |
| 75    | А146              | E 115 E 591                           | Краснодар — Верхнебаканский | С выездом из Краснодара (через Новую Адыгею) | 148,913                        |
| 76    | А147              | E 97                                  | Джубга — Сочи — граница с Абхазией/Грузией | С обходом города Сочи и участком Адлер — Весёлое | 255,683                        |
| 77    | А148              |                                       | «Дублёр Курортного проспекта» от 172-го километра федеральной автомобильной дороги А147 Джубга — Сочи — граница с Абхазией/Грузией до обхода г. Сочи                                       | | 27,082                         |
| 78    | А149              |                                       | Адлер — Красная Поляна | С дублирующим участком Адлер — курорт Альпика-Сервис | 94,021                         |
| 79    | А151              | AH9                                   | Цивильск — Ульяновск | | 199                            |
|       | А153              |                                       | Нытва — Кудымкар Исключена из Перечня 1 ноября 2023 года. | Участки передаются в пользу трассы Р243 к 31 декабря 2024 года. | 126                            |
| 80    | А154              |                                       | Урвань — Верхняя Балкария — Уштулу | | 81,358                         |
| 81    | А155              |                                       | Черкесск — Домбай — граница с Абхазией/Грузией | С подъездом к Клухорскому перевалу | 150,98                         |
| 82    | А156              |                                       | Подъездная дорога от автодороги А155 Черкесск — Домбай — граница с Абхазией/Грузией к международному центру отдыха «Архыз» и специализированной астрофизической обсерватории Российской АН | | 91,021                         |
| 83    | А157              |                                       | Минеральные Воды (аэропорт) — Кисловодск | С подъездом к Железноводску | 48,382                         |
| 84    | А158              |                                       | Прохладный — Баксан — Эльбрус | | 153,731                        |
| 85    | А159              |                                       | Подъездная дорога от г. Майкопа к Кавказскому государственному биосферному заповеднику | | 77,135                         |
| 86    | А160              |                                       | Майкоп — Бжедугхабль — Адыгейск — Усть-Лабинск — Кореновск | | 171,698                        |
| 87    | А161              | E 117                                 | Владикавказ — Нижний Ларс — граница с Грузией | | 26,988                         |
| 88    | А162              |                                       | Владикавказ — Алагир | | 34,6                           |
| 89    | А163              |                                       | Подъездная дорога от автодороги Р217 «Кавказ» к аэропорту г. Владикавказа | | 3,02                           |
| 90    | А164              |                                       | «Транскам» Карджин — Алагир — Нижний Зарамаг — граница с Южной Осетией/Грузией | | 98,336                         |
| 91    | А165              |                                       | Лермонтов — Черкесск | | 88,522                         |
| 92    | А167              | E 50                                  | Кочубей — Нефтекумск — Зеленокумск — Минеральные Воды | С обходом Будённовска | 369,193                        |
| 93    | А180              | E 20                                  | «Нарва» Санкт-Петербург — граница с Эстонией | С подъездами к морскому торговому порту «Усть-Луга», деревням Лужицы и Ручьи | 197,835                        |
| 94    | А181              | E 18 AH8                              | «Скандинавия» Санкт-Петербург — Выборг — граница с Финляндией | С подъездами к Выборгу, МАПП «Светогорск» и «Брусничное»; с трассой Магистральная | 361,884                        |
| 95    | А212              | E 77                                  | Псков — Изборск — граница с Эстонией | | 55,205                         |
| 96    | А215              |                                       | Лодейное Поле — Вытегра — Прокшино — Плесецк — Брин-Наволок | С подъездами к Петрозаводску (в границах Вологодской области и Карелии) и Каргополю | 758,851                        |
| 97    | А216              | E 77                                  | Гвардейск — Неман — граница с Литвой | | 52,19                          |
| 98    | А217              |                                       | «Приморское полукольцо» Калининград — Светлогорск | С подъездами к аэропорту Храброво, Зеленоградску, Пионерскому и Светлогорску | 52,36                          |
| 99    | А229              | E 28 E 77                             | Калининград — Черняховск — Нестеров — граница с Литвой | | 142,4                          |
| 100   | А240              |                                       | Брянск — Новозыбков — граница с Беларусью | | 216,14                         |
| 101   | А270              | E 50                                  | Автомобильная дорога М4 «Дон» — Новошахтинск — граница с ЛНР/Украиной | | 31,57                          |
| 102   | А289              |                                       | Краснодар — Славянск-на-Кубани — Темрюк — автомобильная дорога А290 | | 151,712                        |
| 103   | А290              | E 97 E 115 E 591                      | Новороссийск — Керчь | С обходом Анапы и подъездами к аэропорту Анапы и морскому порту «Кавказ» (включая подъезд к паромной переправе) | 222,065                        |
| 104   | А291              | E 97                                  | «Таврида» Керчь — Симферополь — Севастополь | С подъездом к Феодосии | 257,656                        |
| 105   | А295              |                                       | Йошкар-Ола — Зеленодольск — автомобильная дорога М7 «Волга» | С обходами городов Волжск, Зеленодольск, посёлка Куяр | 121,286                        |
| 106   | А298              | E 38 AH61                             | Автомобильная дорога Р208 «Тамбов-Пенза» — Саратов — Пристанное — Ершов — Озинки — граница с Казахстаном                                                                                   | С автомобильной дорогой Урбах — Александров Гай — граница с Казахстаном и подъездом к аэропорту «Гагарин» | 811,233                        |
| 107   | А300              | E 121 AH63                            | Самара — Большая Черниговка — граница с Казахстаном | | 171,305                        |
| 108   | А305              |                                       | Оренбург — Илек — граница с Казахстаном | | 125,348                        |
| 109   | А310              | E 123 AH7                             | Челябинск — Троицк — граница с Казахстаном | | 129,858                        |
| 110   | А320              | E 127 AH60                            | Омск — Черлак — граница с Казахстаном | | 178,354                        |
| 111   | А321              |                                       | Барнаул — Павловск — граница с Казахстаном | С подъездом к международному аэропорту Барнаула | 388,961                        |
| 112   | А322              | AH64                                  | Барнаул — Рубцовск — граница с Казахстаном | | 321,005                        |
| 113   | А331              |                                       | «Вилюй» Тулун — Братск — Усть-Кут — Мирный — Якутск | С мостовым переходом через реку Марха у села Жархан В состав трассы также входит федеральный автозимник Верхнемарково — Тас-Юрях протяжённостью 836,155 км, не учитываемый в общей протяжённости трассы. | 2063,319                       |
| 114   | А333              |                                       | Култук — Монды — граница с Монголией | | 217,107                        |
| 115   | А340              | AH3                                   | Улан-Удэ — Кяхта — граница с Монголией | | 216,514                        |
| 116   | А350              | AH6                                   | Чита — Забайкальск — граница с КНР | | 481,478                        |
| 117   | А360              |                                       | «Лена» Невер — Якутск | | 1152,779                       |
| 118   | А361              |                                       | Подъездная дорога от автодороги А360 «Лена» к границе с КНР | С обходом города Сковородино | 89,63                          |
| 119   | А370              | AH6 AH30                              | «Уссури» Хабаровск — Владивосток | С подъездами к станции Алчан и селу Бурлит | 796,158                        |
| 120   | А371              |                                       | Владивосток — остров Русский | | 3,1                            |
| 121   | А375              |                                       | Хабаровск — Красный Яр — Ариадное — Чугуевка — Находка | С 5-километровым участком у села Верхняя Бреевка | 244,3                          |
| 122   | А376              |                                       | Хабаровск — Лидога — Ванино — Комсомольск-на-Амуре | | 678,3                          |
| 123   | А384              |                                       | Подъездная дорога от г. Анадыря к аэропорту Анадыря (Угольный) | В состав трассы также входит федеральный автозимник Анадырь — Шахтёрский протяжённостью 7,815 км, не учитываемый в общей протяжённости трассы. | 23,5                           |
| 124   | А391              |                                       | Южно-Сахалинск — Корсаков | | 23,028                         |
| 125   | А392              |                                       | Южно-Сахалинск — Холмск | | 82,735                         |
| 126   | А393              |                                       | Южно-Сахалинск — Оха | | 833,615                        |
| 127   | А401              |                                       | Подъездная дорога от морского порта Петропавловск-Камчатский к аэропорту П-Камчатский Елизово                                                                                              | | 38                             |
| Итого | Итого             | Итого                                 | | | 65 455,513                     |

## Автомобильные дороги, планируемые к передаче в федеральную собственность
| № п/п                                                                                         | Наименование трассы или транспортного коридора | Региональный номер | Наименование автомобильной дороги                                                                         | Субъект РФ                                                              | Планируемый год передачи | Общая протяжённость дороги, км |
| --------------------------------------------------------------------------------------------- | ---------------------------------------------- | --- | --- | ----------------------------------------------------------------------- | ------------------------ | ------------------------------ |
| 1                                                                                             |                                                | 82К-037 | Махачкала — аэропорт Махачкалы с подъездом к городу Каспийск                                              | Республика Дагестан                                                     | в процессе передачи      | 22,3                           |
| 2                                                                                             | А215                                           | 41К-147 | Петрозаводск — Ошта (подъезд к городу Петрозаводск)                                                       | Ленинградская область                                                   | в процессе передачи      | 40,0                           |
| 3                                                                                             | Р177 «Поветлужье»                              | 22Р-0159 | Йошкар-Ола — Нижний Новгород (в границах городского округа Бор)                                           | Нижегородская область                                                   | в процессе передачи      | 40,7                           |
| 4                                                                                             | М5 «Урал»                                      | 58Н-223 58К-357 | Подъезд к городу Саратов (до автомобильной дороги Р228)                                                   | Пензенская область                                                      | в процессе передачи      | 56,2                           |
| 5                                                                                             | Р207                                           | 18К-6 18К-5 18А-2 | Пенза — Балашов — Михайловка — автомобильная дорога А260                                                  | Волгоградская область                                                   | в процессе передачи      | 373,2                          |
| 6                                                                                             |                                                | 18Р-1 12Р-001 | Волгоград (от города Волжский) — Астрахань                                                                | Волгоградская и Астраханская области                                    | в процессе передачи      | 418,2                          |
| 7                                                                                             |                                                | 18К-1 60К-2 | Волгоград — Котельниково — Зимовники — Сальск — Песчанокопское                                            | Волгоградская и Ростовская области                                      | в процессе передачи      | 414,4                          |
| 8                                                                                             | М7 «Волга»                                     | 33Р-001 | Казань — Малмыж                                                                                           | Кировская область                                                       | в процессе передачи      | 7,4                            |
| 9                                                                                             |                                                | 33Р-002 33К-009 16К-1001 16К-1023 16К-0990 16К-1152 16К-1131 | Киров — Малмыж — Вятские Поляны — Кукмор — М7 «Волга»                                                     | Кировская область и Татарстан                                           | в процессе передачи      | 398,2                          |
| 10                                                                                            | E 40 AH70                                      | 12А-235 | Астрахань — граница с Казахстаном                                                                         | Астраханская область                                                    | в процессе передачи      | 65,6                           |
| 11                                                                                            | Р298                                           | 42К-021 42К-033 42К-701 42К-224 | автомобильная дорога Р298 — Кшенский — Елец                                                               | Липецкая область                                                        | в процессе передачи      | 102,2                          |
| 12                                                                                            | А216 E 77                                      | 27А-004 | Обход города Советск                                                                                      | Калининградская область                                                 | в процессе передачи      | 11,0                           |
| 13                                                                                            |                                                | 57К-0082 57К-0014 57К-0015 57К-0005 57К-0006 57К-3610 57К-0030 57К-1811 57К-0074 80К-005 80К-029 | Пермь — Юго-Камский — Крылово — Чернушка — Куеда — Верхние Татышлы — Бураево — Бирск — Благовещенск — Уфа | Пермский край и Башкортостан                                            | 2022                     | 421,4                          |
| 14                                                                                            | «Союз»                                         | 10К-021 10К-092 10К-093 10К-100 10К-113 | Благовещенск — Свободный — Циолковский                                                                    | Амурская область                                                        | 2022                     | 181,0                          |
| 15                                                                                            | А370 «Уссури» AH30                             | 05К-602 | Обход города Уссурийск                                                                                    | Приморский край                                                         | 2022                     | 11,0                           |
| 16                                                                                            |                                                | 49К-05 41А-006 | Зуево — Кириши — Волхов                                                                                   | Новгородская и Ленинградская области                                    | 2022                     | 118,2                          |
| 17                                                                                            |                                                | 60К-74 | Подъезд к аэропорту Ростов-на-Дону                                                                        | Ростовская область                                                      | 2022                     | 2,0                            |
| 18                                                                                            | Северный широтный коридор                      | 76А-142 | Обход города Чита (подъезд к посёлку Песчанка)                                                            | Забайкальский край                                                      | 2022                     | 9,0                            |
| 19                                                                                            | Северный широтный коридор                      | 71-100К-10 71-100Н-1902 71-100К-22 69К-18 69К-12 69К-2 | Сургут — Нижневартовск — Томск                                                                            | Ханты-Мансийский автономный округ и Томская область                     | 2022                     | 1080,0                         |
| 20                                                                                            | Северный широтный коридор                      | 87Р-004 57К-0077 57К-0071 57К-0073 | Сыктывкар — Кудымкар                                                                                      | Республика Коми и Пермский край                                         | 2023                     | 473,1                          |
| 21                                                                                            | Северный широтный коридор                      | 57К-0028 57К-0002 57К-0011 57К-0001 57К-0010 57К-1103 65К-5302110 65К-5302000 65К-4103000 65К-2308000 65К-2301000 65К-4304000 65К-4302000 65К-4310000 71-100К-01 71-100К-16 71-100К-02 71-100К-14 71-100К-12 71-100К-03 71-100Н-2102 71-100К-04 71-100К-05 71-100К-06 71-100К-07 | Пермь — Ханты-Мансийск                                                                                    | Пермский край, Свердловская область и Ханты-Мансийский автономный округ | 2027                     | 1007,3                         |
| 22                                                                                            | Северный широтный коридор                      | 69К-1 32Р-47 | Томск — Мариинск                                                                                          | Томская и Кемеровская области                                           | 2027                     | 205,0                          |
| 23                                                                                            |                                                | 60Р-1 07Р-041 | Ростов-на-Дону (от автодороги М4 «Дон») — Ставрополь                                                      | Ростовская область и Ставропольский край                                | 2021                     | 314                            |
| 24                                                                                            | Азов — Каспий                                  | 60К-4.1 60К-297 60К-4.2 60К-108 60К-10 60К-8 85К-13 | Ростов-на-Дону (от автодороги М4 «Дон») — Волгодонск — Элиста                                             | Ростовская область и Республика Калмыкия                                | 2022                     | 443,8                          |
| 25                                                                                            | Азов — Каспий                                  | 60К-77 60К-5 60Н-227 | автодорога М4 «Дон» — Щепкин — Чалтырь (обход города Ростов-на-Дону)                                      | Ростовская область                                                      | 2024                     | 35,0                           |
| 26                                                                                            | М7 «Волга» E 22                                | 22А-0008 | Обход города Нижний Новгород                                                                              | Нижегородская область                                                   | 2021                     | 42,0                           |
| 27                                                                                            | Р254 «Иртыш»                                   | 52К-35 | Участок Фёдоровка — Александровка Южного обхода города Омск                                               | Омская область                                                          | 2021                     | 18,6                           |
| 28                                                                                            | E 38 AH61                                      | 38К-010 38К-017 | Курск — Льгов — Рыльск — граница с Украиной                                                               | Курская область                                                         | 2021                     | 163,0                          |
| 29                                                                                            | А217 «Приморское полукольцо»                   | 27А-007 27А-008 | Большая Окружная улица (Калининград)                                                                      | Калининградская область                                                 | 2021                     | 34,0                           |
| 30                                                                                            |                                                | 68Н-040 61К-010 | Тамбов — Шацк                                                                                             | Тамбовская и Рязанская области                                          | 2021                     | 132,8                          |
| 31                                                                                            | «Салла»                                        | 47А-001 | автодорога Р21 «Кола» — граница с Финляндией (МАПП «Салла»)                                               | Мурманская область                                                      | 2021                     | 166,0                          |
| 32                                                                                            |                                                | 26А-013 | Подъезд к аэропорту Магас                                                                                 | Республика Ингушетия                                                    | 2021                     | 3,8                            |
| 33                                                                                            | Западная хорда                                 | 66К-11 58К-202 | Ольша — Велиж — Усвяты — Невель                                                                           | Смоленская и Псковская области                                          | 2022                     | 192,0                          |
| 34                                                                                            |                                                | 83К-015 83К-011 | Малка — урочище Ингушли — Кисловодск — Долина Нарзанов — Джилы-Су — Эльбрус                               | Кабардино-Балкарская Республика                                         | 2022                     | 106,0                          |
| 35                                                                                            | Север — Юг                                     | 11Р-003 | автодорога М8 «Холмогоры» — Котлас                                                                        | Архангельская область                                                   | 2023                     | 296,5                          |
| 36                                                                                            | Север — Юг                                     | 22Р-0159 22К-0157 34Р-10 19-234К-051 19-230К-033 19-214К-061 | Нижний Новгород — Шарья — Великий Устюг                                                                   | Нижегородская, Костромская и Вологодская области                        | 2024                     | 833,4                          |
| 37                                                                                            | Север — Юг                                     | 87Р-001 11-100А-01 | Сыктывкар — Ухта — Печора — Усинск — Нарьян-Мар                                                           | Республика Коми и Ненецкий автономный округ                             | 2025                     | 1108,7                         |
| 38                                                                                            | Север — Юг                                     | — | Брин-Наволок — Онега — автодорога Р21 «Кола»                                                              | Архангельская область и Республика Карелия                              | 2029                     | 366,0                          |
| 39                                                                                            |                                                | 27А-016 | автодорога А217 «Приморское полукольцо» — Взморье — Кострово — Приморск                                   | Калининградская область                                                 | 2023                     | 44,0                           |
| 40                                                                                            |                                                | 26К-015 | Нестеровская — Алхасты — Алкун — Джейрах                                                                  | Республики Ингушетия и Северная Осетия                                  | 2023                     | 99,9                           |
| 41                                                                                            |                                                | 35К-004 35А-004 | Симферополь — Евпатория — Мирный                                                                          | Республика Крым                                                         | 2023                     | 109,5                          |
| 42                                                                                            | AH6                                            | 05А-297 05А-615 05А-608 | Владивосток — Находка                                                                                     | Приморский край                                                         | 2024                     | 180,0                          |
| 43                                                                                            |                                                | 29К-008 29К-020 46К-3140 46К-1113 46К-1112 | Калуга — Медынь — Верея                                                                                   | Калужская и Московская области                                          | 2024                     | 113,0                          |
| 44                                                                                            |                                                | 79К-005 03К-003 | Майкоп — Туапсе                                                                                           | Краснодарский край и Республика Адыгея                                  | 2024                     | 140,0                          |
| 45                                                                                            |                                                | 03К-016 | Славянск-на-Кубани — Крымск                                                                               | Краснодарский край                                                      | 2024                     | 140,0                          |
| 46                                                                                            | Северный Урал                                  | 71-100К-18 71-140Р-1 | Сургут — Новый Уренгой — Надым — Салехард                                                                 | Ханты-Мансийский и Ямало-Ненецкий автономные округа                     | 2025                     | 1284,1                         |
| 47                                                                                            |                                                | 82К-042 | Ново-Гапцах — Тагиркент — Ялама                                                                           | Республика Дагестан                                                     | 2025                     | 31,9                           |
| 48                                                                                            |                                                | 03К-580 | Западный обход Краснодара                                                                                 | Краснодарский край                                                      | 2025                     | 20,4                           |
| 49                                                                                            |                                                | 93Н-110 | Кызыл — Эрзин — граница с Монголией                                                                       | Республика Тыва                                                         | 2025                     | 274,5                          |
| 50                                                                                            |                                                | 95К-002 93К-01 93К-109 | Абакан — Ак-Довурак — Чадан                                                                               | Республики Хакасия и Тыва                                               | 2025                     | 474,3                          |
| 51                                                                                            |                                                | 32К-445 | Кемерово — Новокузнецк                                                                                    | Кемеровская область                                                     | 2026                     | 220,0                          |
| 52                                                                                            |                                                | 50К-12 69К-14 | Новосибирск — Колывань — Кожевниково — Томск                                                              | Новосибирская и Томская области                                         | 2026                     | 281,0                          |
| 53                                                                                            | Южный широтный коридор                         | 53К-4305000 80Н-526 80Н-044 75К-005 75К-004 | Орск — Сибай — Магнитогорск — Южноуральск — Челябинск                                                     | Оренбургская, Челябинская области и Республика Башкортостан             | 2028                     | 510,0                          |
| 54                                                                                            |                                                | 91К-008 | автодорога А165 — автодорога "Невинномысск — Домбай"                                                      | Карачаево-Черкесская Республика                                         | 2028                     | 10,9                           |
| 55                                                                                            |                                                | 91Н-016 | Архыз — Романтик — Лунная Поляна — Дукка                                                                  | Карачаево-Черкесская Республика                                         | 2028                     | 14,6                           |
| 56                                                                                            |                                                | 65К-4103000 65К-1901000 | Екатеринбург — Нижний Тагил — Верхняя Тура                                                                | Свердловская область                                                    | 2029                     | 190,0                          |
| Итого                                                                                         | Итого                                          | Итого | |                                                                         |                          | 13 851,1                       |
|                                                                                               |                                                | | |                                                                         |                          |                                |
| Автомобильные дороги, частично или полностью проходящие по оккупированным территориям Украины |                                                | | |                                                                         |                          |                                |
| 57                                                                                            | Р150 E 40 E 50                                 | 20Н-9-18 20Н-29-18 14К-22 | Белгород — Старобельск — Луганск — Донецк — Мариуполь                                                     | Воронежская и Белгородская области                                      | 1-й этап                 | 64,6                           |
| 58                                                                                            | Р150 E 40 E 50                                 | | Белгород — Старобельск — Луганск — Донецк — Мариуполь                                                     | Луганская Народная Республика                                           | 1-й этап                 | 229,4                          |
| 58                                                                                            | Р150 E 40 E 50                                 | | Белгород — Старобельск — Луганск — Донецк — Мариуполь                                                     | Донецкая Народная Республика                                            | 1-й этап                 | 189,0                          |
| 59                                                                                            | Р150 E 40 E 50                                 | | Подъезд к Горловке                                                                                        | Донецкая Народная Республика                                            | 2-й этап                 | 8,3                            |
| 60                                                                                            | А258                                           | | автодорога М4 «Дон» — Кантемировка — Луганск                                                              | Воронежская область                                                     | 1-й этап                 | 78,7                           |
| 60                                                                                            | А258                                           | | автодорога М4 «Дон» — Кантемировка — Луганск                                                              | Луганская Народная Республика                                           | 1-й этап                 | 131,4                          |
| 61                                                                                            | Р260 E 40                                      | | граница с ЛНР/Украиной — Луганск                                                                          | Луганская Народная Республика                                           | 1-й этап                 | 85,1                           |
| 62                                                                                            | Р280 «Новороссия» E 58 E 105                   | | граница с ДНР/Украиной — Мариуполь — Мелитополь — Симферополь                                             | Донецкая Народная Республика                                            | 1-й этап                 | 106,0                          |
| 62                                                                                            | Р280 «Новороссия» E 58 E 105                   | | граница с ДНР/Украиной — Мариуполь — Мелитополь — Симферополь                                             | Запорожская область                                                     | 1-й этап                 | 230,7                          |
| 62                                                                                            | Р280 «Новороссия» E 58 E 105                   | | граница с ДНР/Украиной — Мариуполь — Мелитополь — Симферополь                                             | Херсонская область                                                      | 1-й этап                 | 67,6                           |
| 63                                                                                            | Р280 «Новороссия» E 58 E 105                   | 35А-002 | граница с ДНР/Украиной — Мариуполь — Мелитополь — Симферополь                                             | Республика Крым                                                         | 1-й этап                 | 118,0                          |
| 64                                                                                            | Р280 «Новороссия» E 58 E 105                   | | Обход Мариуполя                                                                                           | Донецкая Народная Республика                                            | 2-й этап                 | 162,0                          |
| 65                                                                                            | Р280 «Новороссия» E 58 E 105                   | | Мелитополь — Херсон                                                                                       | Запорожская область                                                     | 2-й этап                 | 52,0                           |
| 65                                                                                            | Р280 «Новороссия» E 58 E 105                   | | Мелитополь — Херсон                                                                                       | Херсонская область                                                      | 2-й этап                 | 123,4                          |
| 66                                                                                            | А270                                           | | граница с ЛНР/Украиной — Дебальцево — Славянск — граница с Украиной                                       | Донецкая Народная Республика                                            | 2-й этап                 | 110,2                          |
| 66                                                                                            | А270                                           | | граница с ЛНР/Украиной — Дебальцево — Славянск — граница с Украиной                                       | Луганская Народная Республика                                           | 2-й этап                 | 116,0                          |
| 67                                                                                            | E 50                                           | 60К-7 60К-191 | Таганрог — Матвеев Курган — Донецк — граница с Украиной                                                   | Ростовская область                                                      | 2-й этап                 | 55,3                           |
| 68                                                                                            | E 50                                           | | Таганрог — Матвеев Курган — Донецк — граница с Украиной                                                   | Донецкая Народная Республика                                            | 2-й этап                 | 157,4                          |
| 69                                                                                            |                                                | | Донецк — Запорожье (до границы с Украиной)                                                                | Донецкая Народная Республика                                            | 2-й этап                 | 97,0                           |
| 70                                                                                            | E 105                                          | | Мелитополь — Запорожье — граница с Украиной                                                               | Запорожская область                                                     | 2-й этап                 | 121,0                          |
| 71                                                                                            | E 97                                           | | Херсон — Симферополь (с подъездом к Перекопу)                                                             | Херсонская область                                                      | 2-й этап                 | 110,6                          |
| 72                                                                                            | E 97                                           | 35К-001 | Херсон — Симферополь (с подъездом к Перекопу)                                                             | Республика Крым                                                         | 2-й этап                 | 146,7                          |
| Итого                                                                                         | Итого                                          | Итого | |                                                                         |                          | 2560,4                         |

## Управление автомобильными дорогами федерального значения
Автомобильные дороги общего пользования федерального значения находятся в управлении Федерального дорожного агентства (Росавтодор), за исключением тех, которые переданы в доверительное управление Государственной компании «Российские автомобильные дороги» (ГК «Автодор»):
- М1 «Беларусь»;
- М3 «Украина» (за исключением подъездов к Калуге и Брянску);
- М4 «Дон» (за исключением участка старого направления Сайгатово — Кашира — Пятница и соединительным участком между ним и автодорогой Р22 «Каспий»);
- М11 «Нева»;
- М12 «Восток»;
- А105;
- А107 «Московское малое кольцо»;
- А108 «Московское большое кольцо» (обход городов Орехово-Зуево и Ликино-Дулёво);
- А113.

Общая длина участков, находящихся в доверительном управлении ГК «Автодор» — 5012 км.

## Международные маршруты на территории России

### Европейские маршруты
| Номер | Маршрут в России |
| ----- | --- |
| E 18  | А181 граница с Финляндией — Санкт-Петербург |
| E 20  | А180 граница с Эстонией — Санкт-Петербург |
| E 22  | М9 граница с Латвией — Волоколамск — Москва М7 Москва — Владимир — Нижний Новгород — Чебоксары — Казань — Елабуга — Ижевск — Игра — Пермь Р242 Пермь — Екатеринбург Р351 Екатеринбург — Тюмень Р402 Тюмень — Ишим                                                            |
| E 28  | 27А-021 граница с Польшей — Мамоново — Калининград 27А-008 Южный обход Калининграда А229 Калининград — граница с Литвой |
| E 30  | М1 граница с Белоруссией — Смоленск — Москва М5 Москва — Рязань — Пенза — Тольятти — Самара — Уфа — Челябинск Р254 Челябинск — Курган — Макушино — Бердюжье — Ишим Р402 Ишим — Омск                                                                                          |
| E 38  | 38К-017 граница с Украиной — Рыльск — Льгов — Курчатов 38К-010 Курчатов — Курск М2 Юго-восточный обход Курска Р298 Курск — Воронеж — Борисоглебск Р22 Борисоглебск — Саратов А298 Саратов — Пристанное — Ершов — Озинки — граница с Казахстаном                              |
| E 40  | А260 граница с ЛНР/Украиной — Каменск-Шахтинский — Волгоград Р22 Волгоград — Астрахань 12А-235 Астрахань — Красный Яр — граница с Казахстаном |
| E 50  | А270 граница с ЛНР/Украиной — Новошахтинск М4 Новошахтинск — Ростов-на-Дону — Павловская Р217 Павловская — Армавир — Минеральные Воды — Пятигорск — Нальчик — Назрань — Грозный — Махачкала                                                                                  |
| E 58  | А280 граница с ДНР/Украиной — Таганрог — Ростов-на-Дону |
| E 77  | А212 Псков — Изборск — граница с Эстонией А216 граница с Литвой — Талпаки А229 Талпаки — Калининград 27А-007 Северный обход Калининграда 27А-002 Калининград — Балтийск |
| E 95  | Р23 Санкт-Петербург — Псков — Пустошка — Невель — граница с Белоруссией |
| E 97  | 35А-001 граница с Украиной — Красноперекопск 35К-001 Красноперекопск — Джанкой — Феодосия А291 Феодосия — Керчь А290 Керчь — Новороссийск М4 Новороссийск — Джубга А290 Джубга — Сочи — граница с Абхазией/Грузией                                                           |
| E 017 | М7 Елабуга — Уфа |
| E 101 | М3 граница с Украиной — Брянск — Калуга — Москва |
| E 105 | Р21 граница с Норвегией — Печенга — Мурманск — Петрозаводск — Санкт-Петербург М10 М11 Санкт-Петербург — Великий Новгород — Тверь — Москва М2 Москва — Тула — Орёл — Курск — Белгород — граница с Украиной 35А-002 граница с Украиной — Джанкой — Симферополь — Алушта — Ялта |
| E 115 | М8 Ярославль — Москва М4 Москва — Воронеж — Ростов-на-Дону — Краснодар А146 Краснодар — Верхнебаканский А290 Верхнебаканский — Новороссийск |
| E 117 | Р217 Минеральные Воды — Нальчик — Владикавказ А161 Владикавказ — Нижний Ларс — граница с Грузией |
| E 119 | М4 Москва — Кашира Р22 Кашира — Тамбов — Волгоград — Астрахань Р215 Астрахань — Кочубей — Кизляр — Махачкала Р217 Махачкала — граница с Азербайджаном |
| E 121 | А300 Самара — Большая Черниговка — граница с Казахстаном |
| E 123 | А310 Челябинск — Троицк — граница с Казахстаном |
| E 125 | 71А-1011 71А-1109 Ишим — Казанское — граница с Казахстаном |
| E 127 | А320 Омск — Черлак — граница с Казахстаном |
| E 262 | 58К-306 граница с Латвией — Вышгородок — Остров |
| E 391 | А142 Тросна — Калиновка М3 Калиновка — граница с Украиной |
| E 591 | А290 Новороссийск — Верхнебаканский А146 Верхнебаканский — Краснодар М4 Краснодар — Ростов-на-Дону |
| E 592 | М4 Краснодар — Джубга |

### Азиатские маршруты
| Номер | Маршрут в России |
| ----- | --- |
| AH3   | А340 Улан-Удэ — Кяхта — граница с Монголией |
| AH4   | Р256 Новосибирск — Бийск — Ташанта — граница с Монголией |
| AH6   | М1 граница с Белоруссией — Москва М5 Москва — Рязань — Пенза — Самара — Уфа — Челябинск Р254 Челябинск — Курган — Омск — Новосибирск Р255 Новосибирск — Кемерово — Красноярск — Иркутск Р258 Иркутск — Улан-Удэ — Чита А350 Чита — Забайкальск — граница с КНР 05А-215 граница с КНР — Пограничный — Уссурийск А370 Уссурийск — Владивосток 05К-605 05А-615 Обход Артёма 05А-608 Артём — Находка — порт Восточный 05А-214 Раздольное — Хасан — граница с КНДР |
| AH7   | М5 Екатеринбург — Челябинск А310 Челябинск — Троицк — граница с Казахстаном |
| AH8   | А181 граница с Финляндией — Выборг — Санкт-Петербург М10 М11 Санкт-Петербург — Москва М4 Москва — Кашира Р22 Кашира — Тамбов — Волгоград — Астрахань Р215 Астрахань — Кочубей — Кизляр — Бабаюрт Р217 Бабаюрт — Хасавюрт — Махачкала — граница с Азербайджаном |
| AH9   | М11 Санкт-Петербург — Москва А113 Москва — Ногинск М12 Ногинск — Владимир — Муром — Арзамас — Канаш А151 Канаш — Ульяновск М5 Ульяновск — Обход Тольятти — Самара — Бузулук — Оренбург Р239 Оренбург — Акбулак — Сагарчин — граница с Казахстаном |
| AH30  | Р297 Чита — Невер — Свободный — Архара — Биробиджан — Хабаровск А370 Хабаровск — Уссурийск |
| AH31  | Р297 Белогорск — Благовещенск 10К-243 Благовещенск — граница с КНР |
| AH60  | А320 Омск — Черлак — граница с Казахстаном |
| AH61  | 38К-017 граница с Украиной — Рыльск — Льгов — Курчатов 38К-010 Курчатов — Курск М2 Юго-восточный обход Курска Р298 Курск — Воронеж — Борисоглебск Р22 Борисоглебск — Саратов А298 Саратов — Пристанное — Ершов — Озинки — граница с Казахстаном |
| AH63  | А300 Самара — Большая Черниговка — граница с Казахстаном |
| AH64  | А322 Барнаул — Рубцовск — граница с Казахстаном |
| AH70  | А260 граница с ЛНР/Украиной — Каменск-Шахтинский — Волгоград Р22 Волгоград — Астрахань 12А-235 Астрахань — Красный Яр — граница с Казахстаном |

### Учреждения
- Правительство РФ
- Минтранс РФ
- Федеральное дорожное агентство

### Документы
- Постановление Правительства РФ от 17.11.2010 № 928 (ред. от 24.08.2022) «О перечне автомобильных дорог общего пользования федерального значения»
- Приказ Минтранса РФ от 7 февраля 2007 г. N 16 «Об утверждении Правил присвоения автомобильным дорогам идентификационных номеров»
- Карта европейских автомобильных маршрутов. Европейская экономическая комиссия ООН
- Карта азиатских автомобильных маршрутов. Экономическая и социальная комиссия для Азии и Тихого океана
- Каталог федеральных и региональных трасс России